# Kehlenbach
Kehlenbach ist ein Ortsteil der Gemeinde Eitorf im Rhein-Sieg-Kreis.

## Lage
Kehlenbach liegt nördlich der Sieg an den Hängen des Nutscheid im Ottersbachtal. Der Weiler hat eine Höhe von 110 bis 150 m ü. NHN. Nachbarorte sind Köttingen, Gerressen und Halft.

## Einwohner
1885 hatte Kehlenbach acht Wohngebäude und 48 Einwohner.
1925 waren neun Haushalte verzeichnet.